# Braxton Bragg

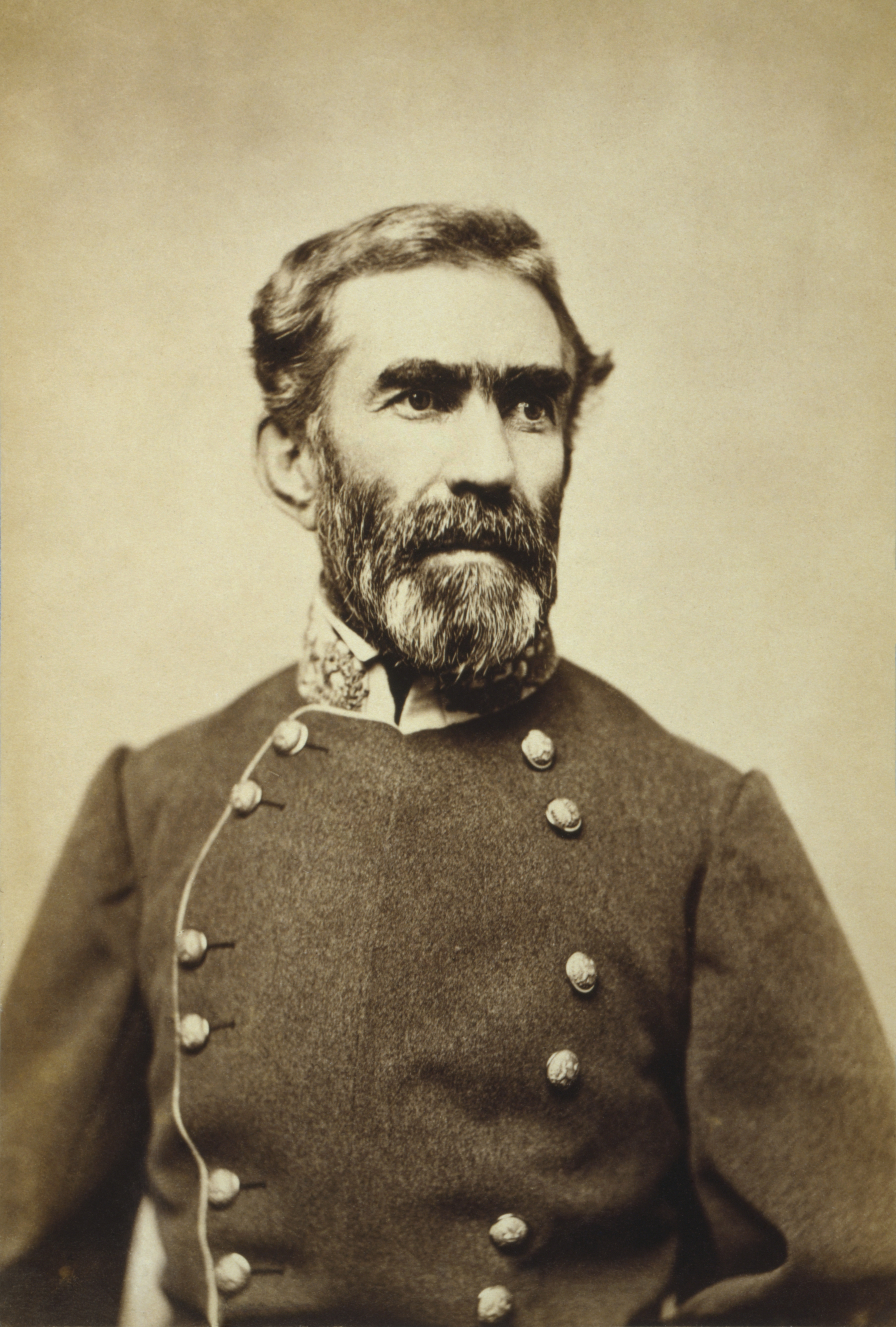
Braxton Bragg

Braxton Bragg (* 22. März 1817 in Warrenton im Warren County, North Carolina; † 27. September 1876 in Galveston, Texas) war Offizier des US-Heeres, General des konföderierten Heeres und arbeitete nach dem Bürgerkrieg in der Verwaltung verschiedener Staaten und Städte.

## Herkunft und Werdegang
Bragg war der Sohn des gelernten Zimmermanns und Bauunternehmers Thomas und seiner Frau Margaret (Crossland) Bragg. Nach dem Besuch in der Warrenton Akademie wurde er an der Militärakademie in West Point, New York  ausgebildet, die er 1837 als Fünftbester seines Jahrganges in einer Klasse von 50 Absolventen abschloss. Er war Abstinenzler und heiratete am 7. Juni 1849 Eliza Brooks Ellis.

## Militärische Laufbahn
Nach seiner Graduation wurde er als Leutnant in die Artillerietruppe übernommen und 1837–1838 in Fort Monroe, Virginia stationiert. Von 1838 bis 1845 diente er als Oberleutnant in den Indianerkriegen. Während des Mexikanisch-Amerikanischen Krieges zeichnete er sich bei der Verteidigung von Fort Brown (Brevet-Beförderung zum Hauptmann), bei Monterrey (Brevet-Beförderung zum Major) und Buena Vista (Brevet-Beförderung zum Oberstleutnant) aus. Danach wurde er von 1849 bis zu seinem Austritt aus dem Heer 1856 in den Jefferson Barracks in St. Louis, Missouri stationiert. Er bewirtschaftete eine Zuckerrohr-Plantage nahe Thibodaux, Lafourche Parish, Louisiana. Von 1859 bis 1861 war er Beauftragter für öffentliche Arbeiten im Zweiten Distrikt von Louisiana.

## Sezessionskrieg
Nach Beginn des Sezessionskriegs trat Bragg als Brigadegeneral in das konföderierte Heer ein und bekam Mitte 1861 das Kommando über die konföderierten Streitkräfte in Pensacola, Florida. Am 12. September 1861 wurde er zum Generalmajor befördert. Ab Januar 1862 kommandierte Bragg den Wehrbezirk Alabama und Westflorida. In der Schlacht von Shiloh kommandierte er das II. Korps. Nach dem Tod von General Albert Sidney Johnston bei Shiloh wurde er zum General befördert. Nach der Schlacht um Corinth löste er General P.G.T. Beauregard als Oberbefehlshaber der Tennessee-Armee ab. Bragg plante Mitte 1862 die Invasion von Kentucky. Nach einem anfänglichen Erfolg bei Munfordville schlug seine Absicht, die Initiative zu übernehmen, fehl. Nach der Schlacht bei Perryville am 8. Oktober 1862 wich er nach Knoxville, Tennessee aus.
In Tennessee unterlag er dem Unionsgeneral William Starke Rosecrans bei Murfreesboro (31. Dezember 1862–2. Januar 1863), besiegte ihn aber am Chickamauga (18.–20. September 1863). Bragg belagerte die geschlagene Cumberland-Armee in Chattanooga, Tennessee ohne sie anzugreifen und wurde in der Schlacht von Chattanooga (23.–25. November 1863) geschlagen und unter anderem deshalb abgelöst. Sein Nachfolger wurde Joseph E. Johnston. Bragg, der ein enger Freund von Jefferson Davis war und ständig im Streit mit seinen Untergebenen lebte, wurde im Februar 1864 nach Richmond, Virginia versetzt. Er folgte Robert E. Lee auf dem vakanten Posten als militärischer Berater des Präsidenten. Seine Einflussmöglichkeiten waren hier jedoch eingeschränkt, da die beiden wichtigsten Armeen der Konföderation direkt die Entscheidungen des Präsidenten forderten. Im November des gleichen Jahres bekam Bragg das Kommando in Wilmington, North Carolina und war an der Schlacht von Bentonville, North Carolina, im März 1865 beteiligt. Er diente Präsident Davis während dessen Flucht nach Georgia und wurde dort zusammen mit dem Präsidenten am 10. Mai 1865 gefangen genommen.

## Nachkriegszeit
Nach dem Krieg wurde er Bauingenieur in New Orleans, Louisiana und später Inspekteur der Hafenanlagen in Mobile, Alabama. In den 1870er Jahren arbeitete er als Bevollmächtigter für öffentliche Arbeiten für den Staat Alabama und als Chefingenieur für die Gulf, Colorado, & Santa Fe Railroad. Er zog nach Galveston, Texas um und blieb dort im Eisenbahngeschäft. Bragg starb am 27. September 1876 und wurde auf dem Magnolia Friedhof in Mobile, Alabama begraben.

## Sonstiges
Er war der jüngere Bruder von Thomas Bragg, des zeitweiligen konföderierten Justizministers.

## Namensgeber
- 1918 wurde Camp Bragg als Stützpunkt des US-Heeres in North Carolina gegründet und nach ihm benannt, das später den Namen Fort Bragg erhielt. In den Jahren 2021 und 2022 wurde die Umbenennung mehrerer Einrichtungen des US-Heeres beschlossen, die nach Persönlichkeiten benannt worden waren, die im Sezessionskrieg auf Seiten der Konföderierten gekämpft hatten. In diesem Zusammenhang wurde die Umbenennung von Fort Bragg in Fort Liberty beschlossen[1], die am 2. Juni 2023 umgesetzt wurde.[2]
- Fort Bragg, Kalifornien ist nach ihm benannt[3].
- Bragg, eine Geisterstadt, auch als Bragg Station bekannt, ist nach ihm benannt. Die Örtlichkeit liegt im Hardin County, Texas[4].